# Seznam romunskih pisateljev
Seznam romunskih pisateljev.

## A
- Ion Agârbiceanu
- Bartolomeu Anania
- Tudor Arghezi
- Gheorghe Asachi

## B
- Nicolae Bălcescu?
- Maria Banuș
- Petre Barbu
- Ioan Bassarabescu
- Mihai Beniuc
- Lucian Blaga
- Geo Bogza
- Constanța Buzea

## C
- George Călinescu
- Eusebiu Camilar
- Ion Luca Caragiale
- Mircea Cărtărescu
- Florin Constantiniu (zgodovinar)
- Nichifor Crainic
- Ion Creangă

## D
- Barbu Delavrancea
- Mircea Diaconu
- György Dragomán (rom.-madž.)
- Ion Druță (Ion Drutse) (1918-2023, Moskva) (moldavski)

## E
- Mircea Eliade

## F
- Radu Flora (Vojvodina)

## G
- Gala Galaction (Grigore Pişculescu)
- Constantin Virgil Gheorghiu
- Paul Goma
- Călin Gruia
- Radu Gyr

## I
- Mircea Ionescu-Quintus (1917–2017)
- Magda Isanos
- Panait Istrati (romun.-fr.)

## L
- Isac Ludo

## M
- Ion Mărgineanu
- Gabriela Melinescu
- Nicolae Moldoveanu
- Herta Müller (romunsko-nemška)

## N
- Mircea Nedelciu
- Anna de Noailles

## P
- Octavian Parel
- Octav Pancu-Iași
- Dimitrie D. Pătrășcanu (Dumitru D. Pătrășcanu)
- Dumitru Radu Popescu (1935-2023)
- Marin Preda

## R
- Liviu Rebreanu
- Romulus Rusan

## S
- Mihail Sadoveanu
- Ioan Slavici
- Marin Sorescu
- Nichita Stănescu

## T
- Ionel Teodoreanu
- Dumitru Țepeneag
- Gheorghe Tomozei

## V
- Alexandru Vlahuţă
- Alexandru Vona

## Z
- Ovidiu Zotta